# Porto Antico di Piombino
Il Porto Antico di Piombino è un piccolo porto turistico della città di Piombino conosciuto anche come Porticciolo di Marina. Situato presso la scenografica piazza Bovio, è stato uno dei due antichi approdi cittadini ed è divenuto un porto turistico nel XX secolo, grazie al continuo sviluppo del vicino porto principale.

## Storia
Dei due porti cittadini era l'unico in città, ovvero all'interno della cinta muraria, mentre l'altro era il porto Falesia, o Faliegi, (attuale Porto di Piombino), a circa tre chilometri a sud est della Porta a Terra, ben più grande, più sicuro e più idoneo ai bastimenti di stazza maggiore.
Utilizzato fin dal XII secolo, ne usufruivano pescatori e navigli ad uso commerciale di stazza medio-piccola. 
Fu ampliato e potenziato da Jacopo III Appiani nel 1470, anno in cui si edificò la diga foranea (nelle forme in cui si può ancora ammirare) e alcuni banchinamenti promiscui. Tuttavia, perse molta importanza nei traffici marittimi e commerciali a beneficio del già citato porto di Falesia. Le opere quattrocentesche di Jacopo III erano atte soprattutto all'ancoraggio della propria galera, nonché di altri piccoli natanti di corte, vista la vicinanza con la sua residenza alla Cittadella, Questo comportò inevitabilmente la diminuzione degli ancoraggi di molte imbarcazioni atte alla pesca e a traffici commerciali. Rimase comunque molto attivo e vitale ad ogni genere di attività fino agli inizi del XX secolo. Oggi è in uso prettamente per scopi diportistici. 

## Caratteristiche
Il porto turistico, costituito da darsena e pontile, è chiuso a est dalla terrazza su cui sorge piazza Bovio con lo scenografico faro della Rocchetta.
In totale, si contano circa 80 posti barca per natanti di lunghezza massima di 8 metri; i fondali sono medio-bassi. L'accesso può risultare difficoltoso con forti venti dai quadranti meridionali.
Tra i servizi, sono da segnalare la possibilità di allacciamento all'acqua e di effettuare riparazioni meccaniche ed elettriche.